# IC 4735
IC 4735 је спирална галаксија у сазвјежђу Паун која се налази на листи објеката дубоког неба у Индекс каталогу.
Деклинација објекта је - 62° 57' 21" а ректасцензија 18h 39m 50,0s. Привидна величина (магнитуда) објекта IC 4735 износи 14,6 а фотографска магнитуда 15,5. IC 4735 је још познат и под ознакама ESO 103-41, IRAS 18350-6300, PGC 62213.